# Filtre dichroïque
Ne doit pas être confondu avec Dispersion (optique), Dichroïsme circulaire ou Pléochroïsme.
Pour les articles homonymes, voir Filtre.

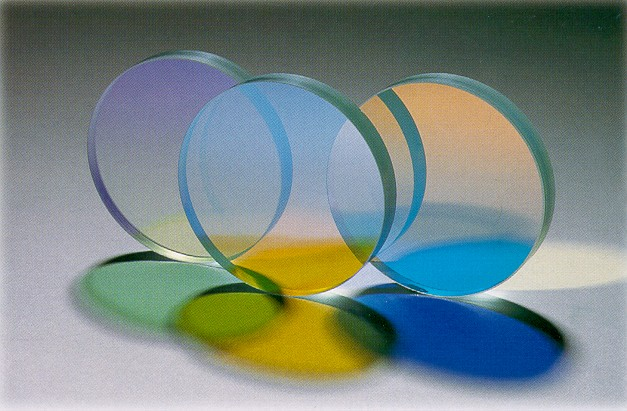
Des filtres dichroïques.

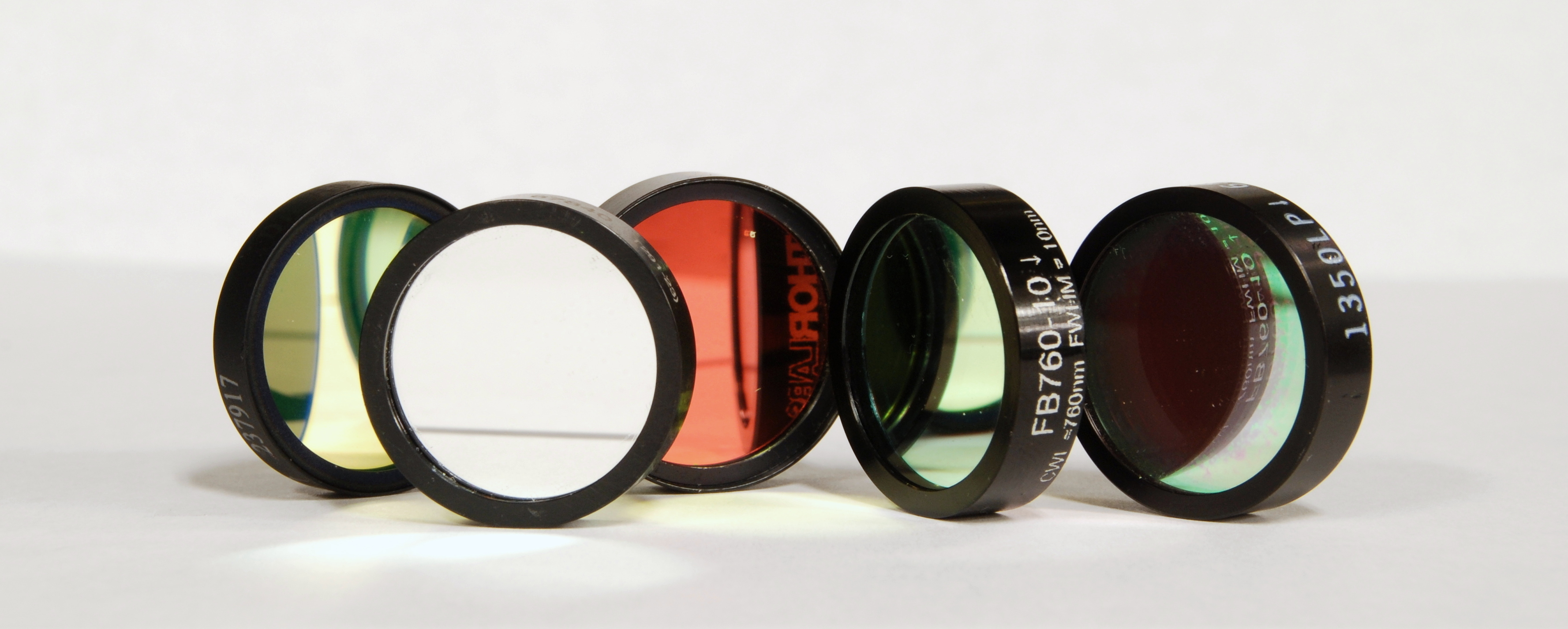
Plusieurs miroirs dichroïques de laboratoire.

Un filtre dichroïque (du grec, littéralement «deux-couleurs») ou filtre interférentiel est un filtre dont les propriétés de transmission et de réflexion dépendent fortement de la longueur d'onde. En pratique, on distingue trois plages de longueur d'onde principales : une première, reflétée lorsque la lumière est en incidence normale, une seconde lorsqu’elle est à 45°, et enfin une troisième transmise par le filtre.
Selon les applications, c’est la partie reflétée ou la partie transmise que l’on récupère, ainsi on parle également de miroirs dichroïques ou de réflecteurs dichroïques. Contrairement aux miroirs classiques, la qualité du composant ne dépend pas uniquement du traitement de la première surface, mais également de celle du substrat et du traitement antireflet de la seconde surface. En effet, une partie des rayons est amenée à traverser tout le composant.
Structurellement, les miroirs dichroïques font partie de la famille des miroirs diélectriques et des lames à faces parallèles. La plupart ont une longueur d'onde de travail située entre 450 et 1800 nanomètres.
Très utilisés dans les laboratoires de recherche scientifique, ces miroirs sont souvent plus performants que les miroirs métalliques en termes de réflexion. D’autre part, les couleurs saturées que renvoient ces miroirs sont très appréciées dans les domaines de l’architecture, de la bijouterie, de la projection vidéo et de l’éclairage de scène.

## Généralités

### Dichroïsme

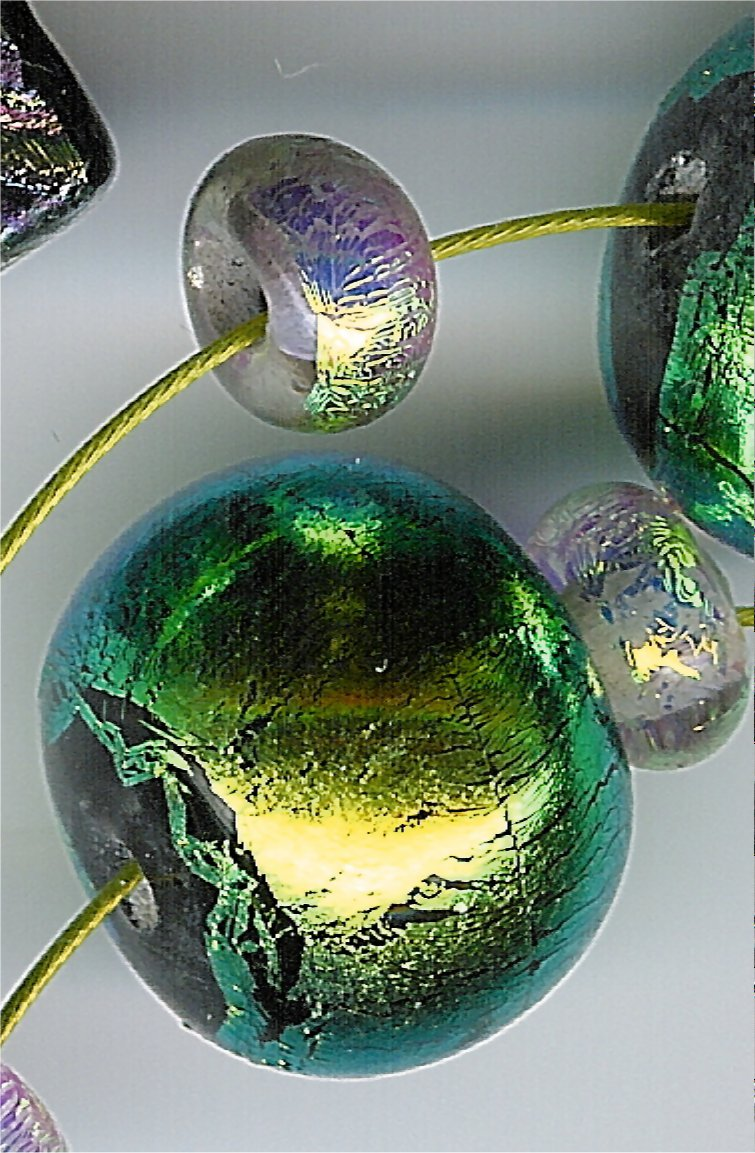
Perles d'un collier en verre dichroïque.

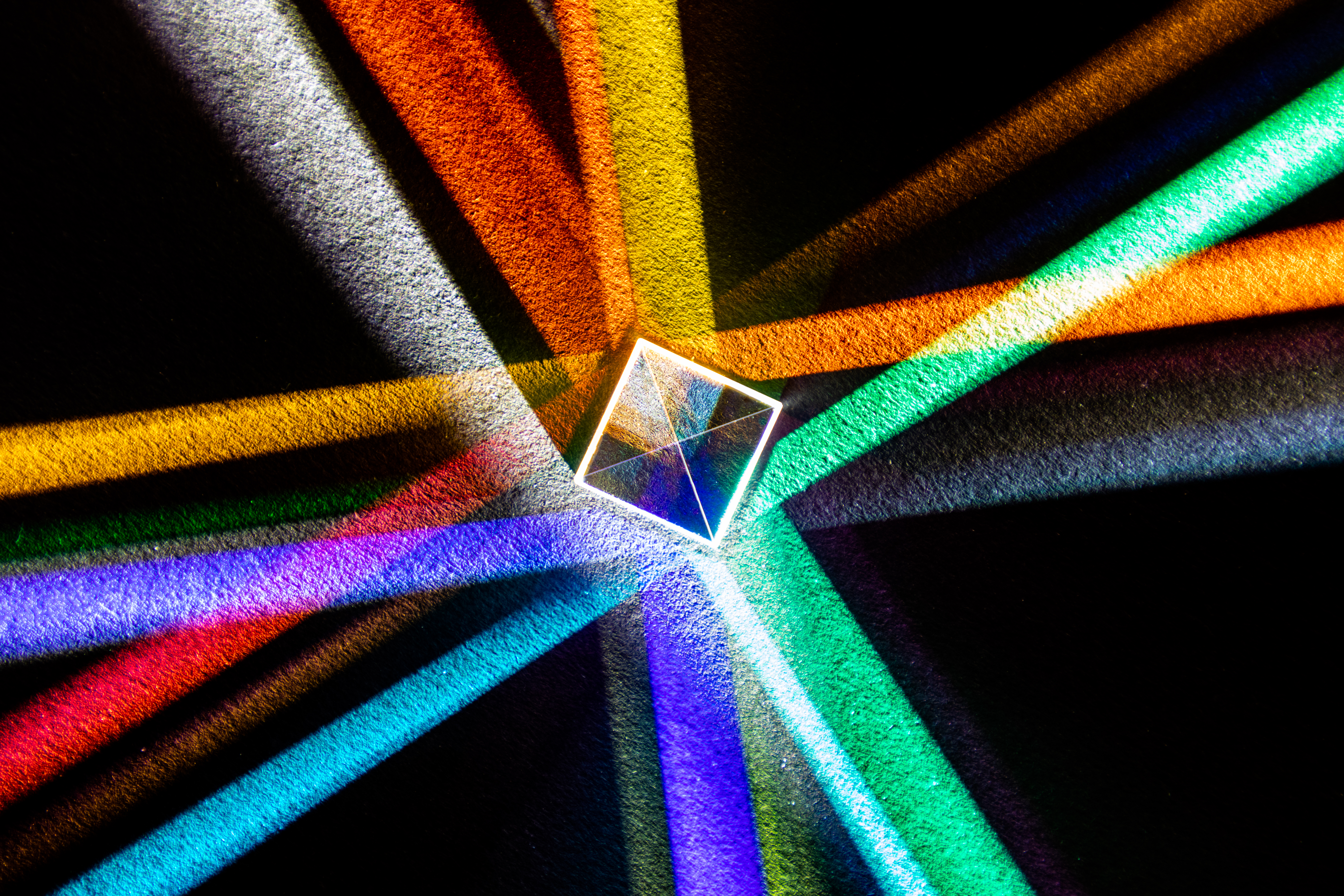
Prisme dichroïque posé sur une surface rugueuse pour mieux mettre en relief les rayons de lumière.

Formellement, le terme dichroïque qualifie tous les systèmes capables de séparer un faisceau lumineux en deux faisceaux dont les composantes spectrales sont différentes. On compte parmi ces systèmes les miroirs dichroïques, mais également les prismes dichroïques qui séparent les couleurs grâce à une combinaison de plusieurs prismes. Dans ce cas, le mécanisme mis en jeu pour séparer les couleurs est la dispersion de la lumière et ne fait pas appel à des traitements de surface spécifiques.
On qualifie également de dichroïques les matériaux dont l’absorption dépend de la polarisation. Cet effet est présent dans de nombreux cristaux, comme la tourmaline : les cristaux changent de couleur en fonction de la polarisation qui les traverse. En minéralogie, on parle plus généralement de polychroïsme, et cette propriété permet d’identifier les cristaux.
L’activité optique des composés chimiques est la capacité d’un composant à absorber la lumière différemment en fonction de sa polarisation. Pour désigner cet effet, on parle parfois de dichroïsme circulaire. 
Le dichroïsme peut être également observé pour les cristaux liquides.
En revanche, les filtres colorés standards ne sont pas dichroïques : ils ne séparent pas la lumière en deux faisceaux mais absorbent une partie du spectre lumineux.

### Historique

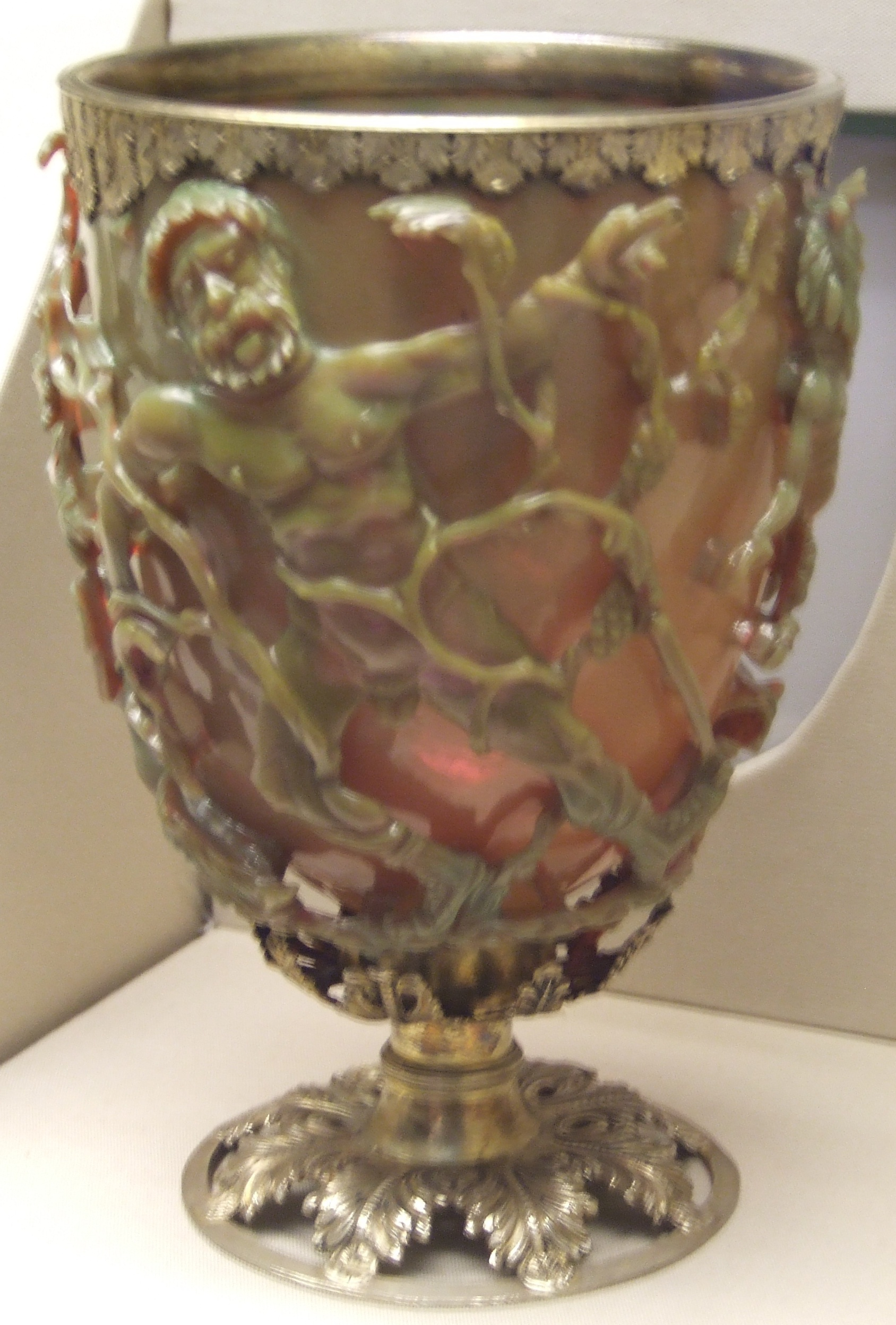
Coupe de Lycurgue.

Les filtres dichroïques ont été utilisés à de nombreuses reprises dans l'art. L'exemple le plus classique est probablement la Coupe de Lycurgue, laquelle date du IVe siècle apr. J.-C. Le verre a une couleur verte lorsqu’il est illuminé en incidence normale depuis l’extérieur. Lorsqu’on l’illumine de l’intérieur, la lumière traverse le verre et la coupe apparaît rouge violacée,.
D'autre part, les verriers ont souvent tenté de reproduire l'aspect des pierres précieuses avec du verre. Entre le XVe et XVIIe siècles, des résultats de dichroïsme furent observés à la fois à Venise, Chalcedoine et Girasole. Ces résultats sont alors obtenus en introduisant une petite quantité de métal dans le verre. Les verres de Chalcedoine ressemblent à l'époque de la jaspe et de l'agate. Ils étaient constitués de silicate sodo-calcique très pure mélangée à du verre au plomb et du verre au plomb opacifié avec de l'étain. À l'intérieur de ce mélange étaient introduits de l'argent, de la silice de cobalt, des oxydes de fer et de cuivre, le tout dissout dans de l'acide nitrique. Ce mélange était travaillé au four comme un verre conventionnel, à la différence près que la couleur n'était obtenue qu'à condition de le recuire. Cette méthode était déjà connue pour les verres colorés tels que les rubis de cuivre, d'or et de sélénium. La plupart du temps, les cristaux formés à l'intérieur du verre lors du premier passage au four n'étaient pas suffisants pour disperser la lumière de manière significative. Dans ce cas, plusieurs chauffages successifs permettaient de les faire grossir en taille. Les verres obtenus à Girasole apparaissaient bleus en réflexion et rouge-orangé en transmission.
Plus récemment, Kolo Moser, produit des verres qu'il nomme Alexandrit. Ce verre possède 4 % d'oxyde de néodyme et change de couleur en fonction de la nature de la lumière qui l'illumine: la lumière naturelle lui confère un aspect bleu, mais il apparaît rougeâtre lorsqu'il est illuminé avec une source artificielle. Ce verre a été nommé d'après l'alexandrite, minéral auquel il ressemble.
La structure des verres dichroïques modernes a été initialement introduite par la NASA et ses partenaires dans le cadre de recherche sur les matériaux.

## Principe physique

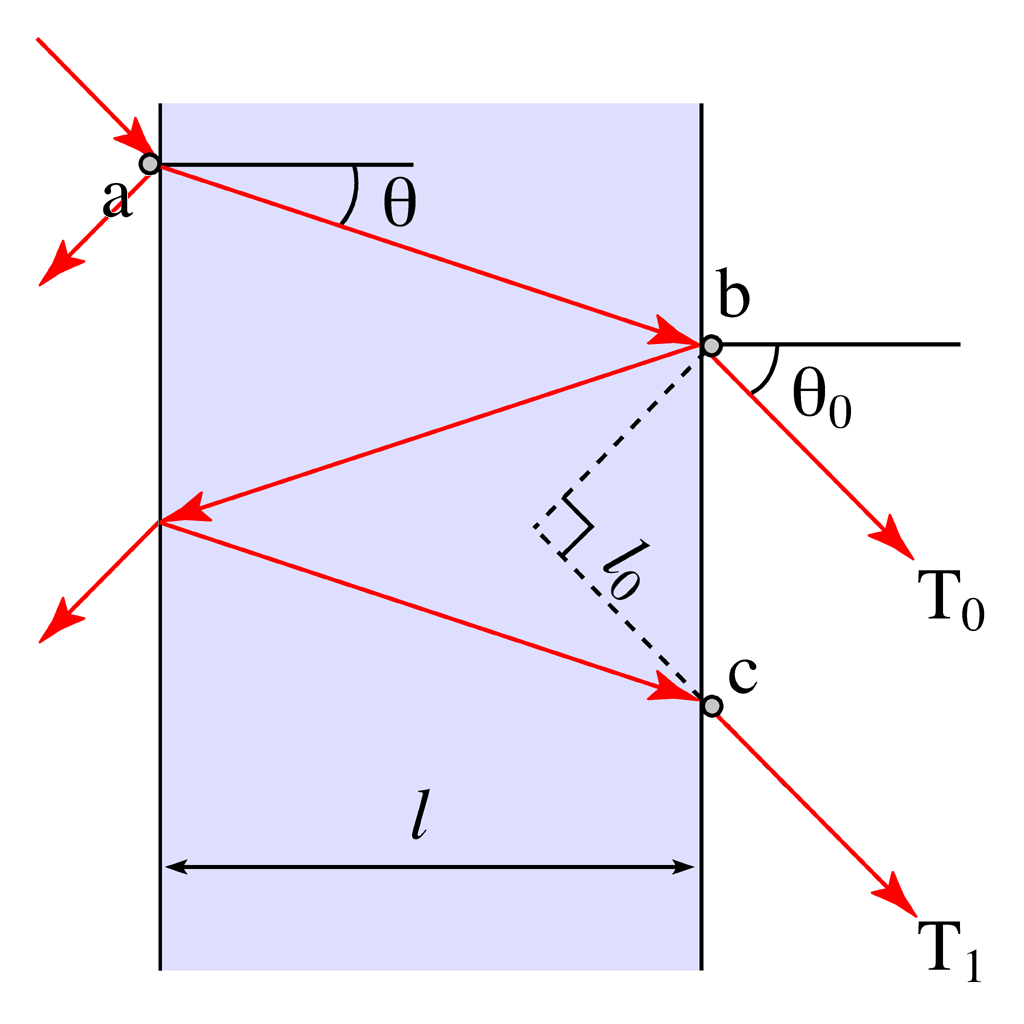
Schéma des rayons se propageant dans une couche mince.

Le dichroïsme réfère pour les minéralogistes aux cristaux qui transmettent une couleur différente en fonction de la polarisation de la lumière qui les éclaire. Le verre n’étant pas un cristal mais une structure amorphe, il n’est pas naturellement dichroïque. Cependant, il est possible d’obtenir des propriétés de dichroïsme en dopant le verre, c'est-à-dire en lui ajoutant de petites quantités d'impuretés.
La méthode la plus commune pour obtenir un verre dichroïque est de réaliser un traitement de surface multi-couches. Pour cela, il est possible d’utiliser des matériaux tels que le sulfure de zinc ou le fluorure de magnésium. Ainsi constitués d’une superposition de fines épaisseurs de matériaux d’indice optique bien choisis, ces filtres utilisent le principe d'interférence par une couche mince pour sélectionner les couleurs transmises et les couleurs réfléchies.
Les couleurs réfléchies sont similaires à celle que l'on peut observer sur une tache d'huile en contact avec de l'eau. En effet, lorsqu'un rayon lumineux vient heurter la surface du film d’huile, une partie de la lumière est reflétée et une partie est transmise. Le rayon transmis est ensuite reflété à la seconde interface, laquelle est en contact avec l'eau. Le rayon qui a traversé le film parcourt un chemin optique plus long que celui du rayon qui se reflète à la première interface : les deux rayons sont déphasés, et l'on observe des interférences. Les couleurs observées sont connues sous le nom de teintes de Newton.
En notant {\displaystyle \delta } la différence de chemin optique entre les deux rayons et {\displaystyle \lambda } a longueur d'onde, leur déphasage vaut :
{\displaystyle \Delta \phi ={\frac {2\pi }{\lambda }}\delta }

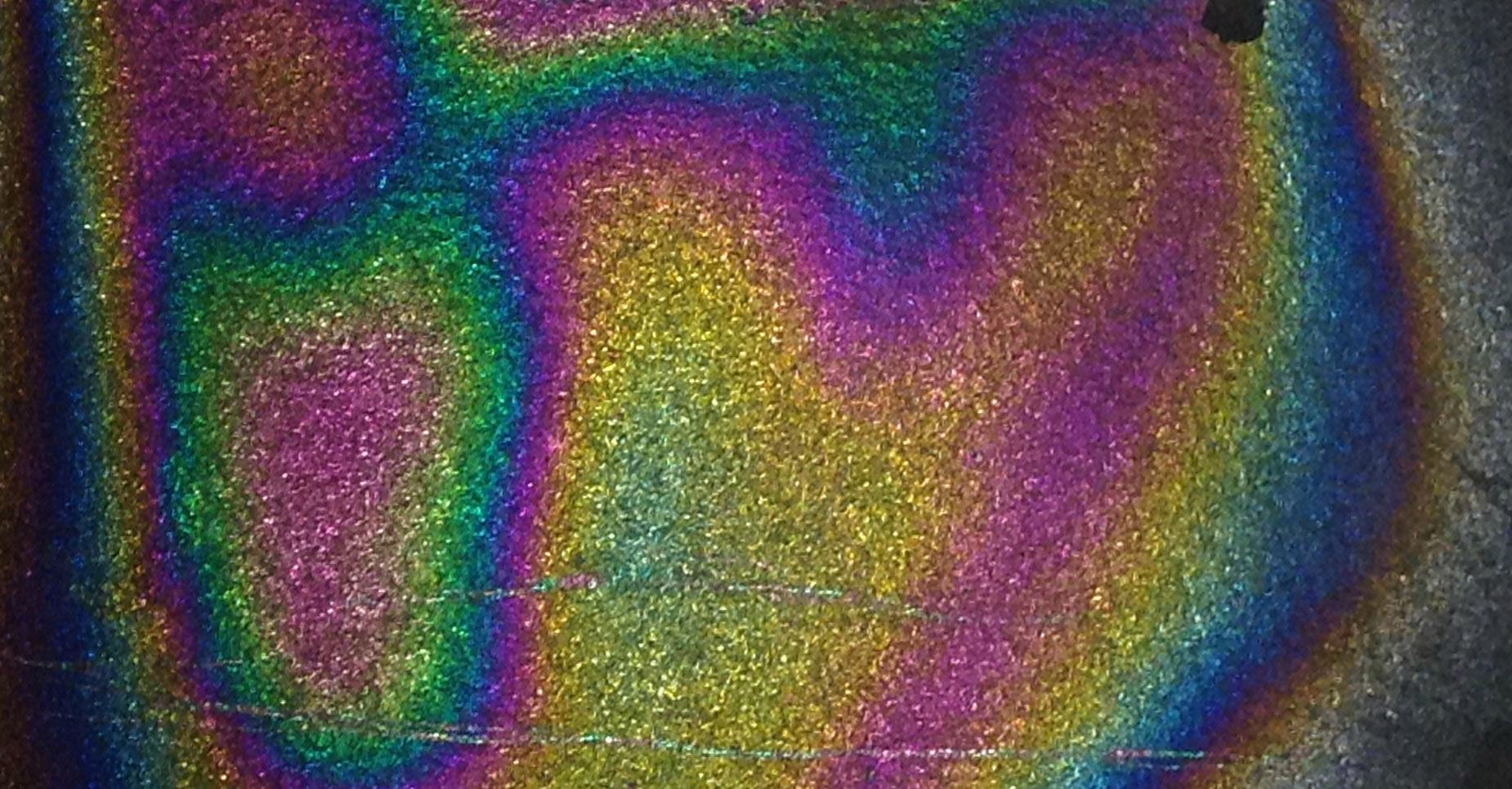
Interférences produites par une mince couche de polymère.

Puisque le déphasage dépend de la longueur d'onde (qui elle-même est reliée à la couleur du rayon), on obtient des interférences constructrices pour certaines couleurs et destructrices pour d'autres. 
Dans un miroir dichroïque, la « tache d'huile » est en fait une superposition de revêtements optiques que l'on dépose sur une plaque de verre. Les différentes couches sont isolantes et choisies de sorte que leur indices soient alternativement supérieurs et inférieurs à celui du substrat.
Les revêtements ont des indices de réfraction et des épaisseurs optimisés de telle sorte que l'on produise des interférences conduisant à la sélection des couleurs souhaitée. Le nombre de couches, leur indice de réfraction  et leur épaisseur permet de jouer sur la largeur de bande du filtre et de le rendre aussi large ou aussi fin que l'on veut. Contrairement aux filtres ordinaires qui absorbent les fréquences qu'ils coupent, l'intérêt du filtre dichroïque est qu'il n'absorbe rien du tout : il transmet les longueurs d'onde de la bande passante et reflète celles hors de la bande. Ainsi, le filtre ne subit pas d'échauffement et l’on peut récupérer les bandes coupées.

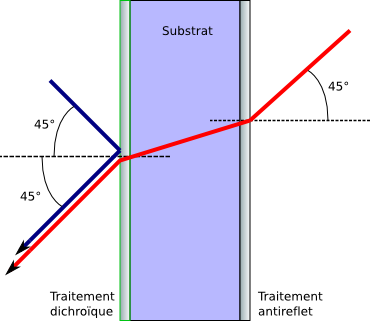
Mélange de faisceaux par un miroir dichroïque.
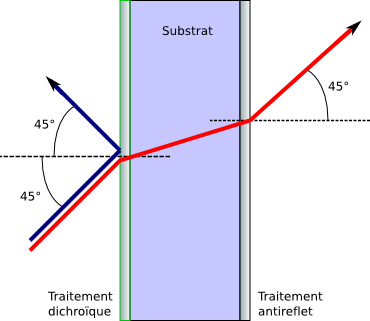
Séparation de couleurs par un miroir dichroïque

## Fabrication
Pour produire du verre dichroïque, deux méthodes sont possibles. La plus répandue aujourd'hui consiste en un traitement de surface, l'autre utilise une suspension colloïdale de métaux.

### Principe du traitement de surface
Cette technique de traitement de surface sélectionne les couleurs suivant le principe d’interférence par une couche mince.
Le verre ainsi produit reflète une couleur différente en fonction de l’incidence de la source lumineuse, peut-être éventuellement trichroïque et parfois présenter des irisations sur sa surface. De tels verres sont par exemple utilisés en bijouterie, et portent le titre commercial de ‘’dichroïque’’.

### Principe utilisant des suspensions colloïdales
Cette seconde méthode est celle présente dans la Coupe de Lycurgue. Il s’agit en fait d’un verre contenant une suspension colloïdale d’or et d’argent figés dans une matrice de verre.

### Technique de fabrication
Pour la détermination du nombre de couches, de leur épaisseur et de leur indice de réfraction, la conception est souvent basée sur un modèle analytique suivi d’une résolution numérique. En ce qui concerne les optimisations, les constructeurs font souvent appel à la méthode de Monte-Carlo. En général, la conception d’un filtre dichroïque impose de trouver un compromis entre le nombre de couche (et donc la complexité du filtre) et la précision nécessaire.
Les couches sont, la plupart du temps, déposées successivement par pulvérisation d’un faisceau d’ions sur la surface. Le substrat est généralement du borosilicate, mais on peut également utiliser du BK7. Le borosilicate est particulièrement bon en termes de transmission dans l’ultra-violet, n’a presque pas d’auto-fluorescence reste peu sujet à la dilatation thermique. Les couches ont typiquement un état de surface de 40/20, ce qui est meilleur que les miroirs métalliques standards (40/60).
La vapeur condense ensuite sur la surface et forme une structure cristalline. Il est possible d’ajouter une couche de protection en quartz. D’autres revêtements sont possibles, notamment par dépôt physique par phase vapeur (PVD). Un revêtement fini peut typiquement présenter entre trente et cinquante couches, pour une surface totale de moins d’un micromètre d’épaisseur. 
Il est également possible de fusionner des verres dichroïques en les chauffants. Cependant, la répétabilité du processus n’est pas maîtrisée, si bien que les résultats ne peuvent pas être précisément prédits. Ainsi, une pièce de verre dichroïque fondue peut-être considérée comme unique.

## Performances

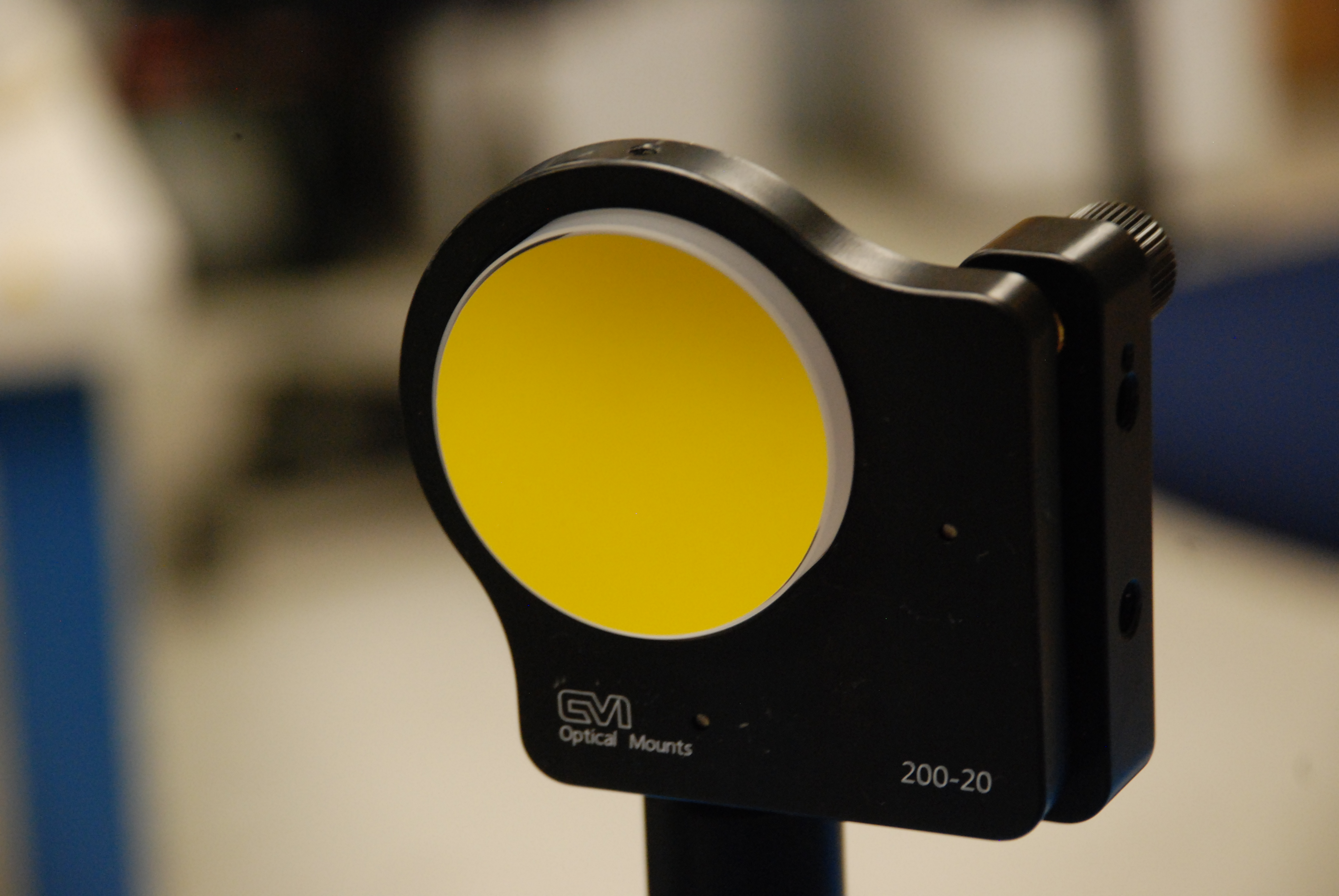
Les miroirs dichroïques sont souvent plus performants que les miroirs métalliques. Ici, un miroir à couche d'or.

### Performances optiques
Les miroirs dichroïques offrent des caractéristiques particulièrement bonnes en termes de filtrage, bien meilleures que celles des filtres conventionnels (gels colorés).
Cependant, le fait même de refléter la lumière rend leur bande passante dépendante de l’inclinaison des rayons en entrée. Ils demeurent beaucoup moins sensibles que les filtres interférentiels, par exemple. L'absence d'absorption permet également de travailler à puissance élevée: les filtres dichroïques sont par exemple utilisés dans le laser le plus puissant du monde, le National Ignition Facility.
Pour un miroir typique, réfléchissant dans l’infrarouge et transmettant dans le bleu, on peut s’attendre à des coefficients supérieur à 99,5 % pour la réflexion et de l’ordre de 95 % en transmission. La planéité de la surface peut varier en fonction des besoins, atteignant au maximum {\displaystyle \lambda /20}. Le seuil de dommage laser est typiquement de quelques joules par centimètre carré, il dépend de la nature du substrat. Enfin, l’angle entre les deux faces (défaut de parallélisme) est typiquement de quelques dizaines de secondes d’arc.

### Performances mécaniques
Les filtres dichroïques sont mécaniquement plus fragiles que les miroirs métalliques, mais leur durée de vie est supérieure à celle des filtres classiques car ils n'absorbent pas la lumière qu'ils filtrent. Enfin, ils sont résistants aux hautes températures et se déforment peu.

### Coûts
Bien que les filtres dichroïques soient relativement simples à fabriquer, ils restent plus coûteux (et parfois très nettement) que les miroirs métalliques ou les filtres classiques en plastique.

## Utilisation
Les filtres dichroïques peuvent être utilisés pour séparer les composantes spectrales d’un faisceau. Il est également possible de combiner deux faisceaux de couleur différente, sans pertes. En faisant refléter l’un des deux faisceaux sur la partie diélectrique du miroir, l’autre peut traverser le substrat en entrant par la face arrière. En effet, la face arrière est dans ce cas traitée anti-reflet pour permettre ce type d’applications. 

### En architecture
En architecture, ces filtres sont très appréciés pour leur large gamme de couleur accessible. De plus, les miroirs dichroïques peuvent être utilisés pour corriger des couleurs avec une grande précision. Les architectes cherchent en général à obtenir à la fois un éclairage proche de la lumière naturelle et à contrôler les effets thermiques dus au rayonnement solaire. Les vitres standard ont généralement un traitement antireflet, mais il existe des vitres dichroïques qui peuvent contenir jusqu'à trente couches fines. Ces couches contiennent principalement des métaux et des oxydes métalliques. Dans ce cas particulier (il s'agit de grandes surfaces), le revêtement s'effectue ou bien par évaporation sous vide, ou bien par pulvérisation d'organométallique.
Parmi les verres dichroïques utilisés en architecture, le Pilkington «K» est conçu de manière à laisser entrer les longueurs d'onde visibles et proche infrarouge mais réfléchir l'infrarouge lointain vers l'intérieur de la pièce. De cette manière, la chaleur est conservée et ne rayonne pas vers l'extérieur. Malgré ce traitement ce verre ressemble aux vitres standards aux longueurs d'onde visibles.
D’autre part, certains vitraux sont réalisés à l’aide de couches minces métalliques et sont en fait des filtres dichroïques. Des métaux tels que l’or, l’argent, le titane, le chrome, l’aluminium, le zirconium et le magnésium sont déposés par évaporation sous vide sur la surface du substrat.

### Miroirs froids, miroirs chauds

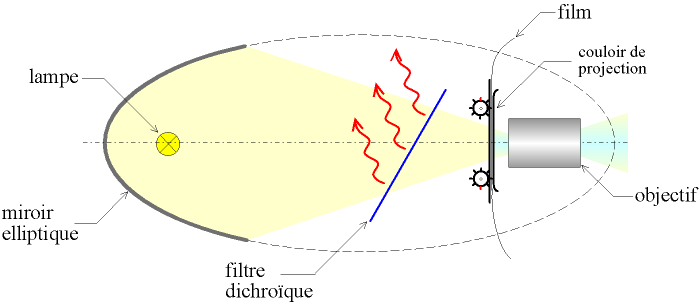
Lanterne de cinéma: Le miroir dichroïque est un miroir chaud et permet d'évacuer la chaleur du faisceau visible.

Il est possible de construire des miroirs dichroïques qui reflètent uniquement le spectre visible et transmettent les rayons infrarouges (chaleur). Le faisceau reflété est donc littéralement plus froid que le faisceau initial. Ce type de traitement en début de montage optique permet de travailler avec des faisceaux plus froids, ce qui limite les risques de dilatation thermique des composants optiques. D’autre part, le miroir dichroïque ne subit lui-même pas d’échauffement car il transmet les rayons infrarouges sans les stocker. Cet effet est utilisé dans de nombreuses ampoules halogènes, elles ont dans ce cas un réflecteur dichroïque (MR16) intégré. Originellement conçu pour les éclairages scéniques pour limiter les risques de surchauffe, il s'agit d'un procédé qui équipe de plus en plus le matériel d'éclairage ménager.
Le concept réciproque existe, on parle dans ce cas de miroir chaud. Un miroir chaud permet de refléter la partie infrarouge et de laisser passer le visible. Ces miroirs peuvent généralement refléter la partie infrarouge sur une plage d’incidence entre 0° (incidence normale) et 45°. Un miroir chaud typique reflète les longueurs d’onde entre 750 et 1250 nanomètres, c’est-à-dire l’infrarouge proche. Ce type de miroirs peut également être utilisé pour la microscopie par fluorescence.
Aux premières heures de l’appareil photo numérique, certains détecteurs (par exemple ceux qui équipaient le Associated Press NC2000 et le Nikon Coolpix 950) étaient sensibles au rayonnement infrarouge. Les images étaient polluées par des couleurs parasites, en particulier lorsque ces appareils étaient utilisés pour l’imagerie d’objets très chauds. Ainsi, il était possible de rajouter un filtre infrarouge (miroir chaud) pour réaliser ces images. Réciproquement, il était possible de faire de l’imagerie infrarouge en ajoutant un miroir froid devant l’objectif.
Les lampes à incandescence ont généralement un miroir chaud intégré qui renvoie le rayonnement infrarouge à l’intérieur et limite l’échauffement à l’extérieur. Ce filtre permet d'éviter la dissipation de chaleur à l'extérieur de l'ampoule, permettant ainsi de limiter les risques liés à la surchauffe autour de l'ampoule. Ce type d'ampoules existe depuis longtemps pour les éclairages de scène (lesquels requièrent beaucoup de puissance) et tend à se développer pour le matériel ménager.

### Autres applications
En microscopie par fluorescence, les filtres dichroïques sont utilisés comme lames séparatrices. Lorsqu'on vient sonder un échantillon en lui envoyant un signal à sa fréquence de résonance, il interagit avec la lumière et réémet de la lumière à une fréquence différente. On place ensuite une caméra pour récupérer l'information. Pour s'assurer que la caméra ne reçoive que la réponse de l'échantillon et pas le signal de sonde, on place en général un filtre dichroïque qui vient séparer la réponse de l'échantillon avec la fréquence de la sonde.
La séparation d'une lumière blanche en plusieurs bandes de fréquence est en général réalisée à l'aide de filtres dichroïques. C'est par exemple le procédé qui est utilisé dans les vidéoprojecteurs ou les caméras tri-capteurs.
Les miroirs dichroïques peuvent également être utilisés comme séparateur d'harmonique pour les lasers.
Les filtres dichroïques sont parfois utilisés pour des verres artistiques, notamment dans le domaine de la bijouterie. En effet, la lumière reflétée dépend de l'angle d'incidence, on observe donc des irisations qui sont plaisantes à la vue.
Une autre application des filtres dichroïques est le filtrage spatial.